# Exoteliospora osmundae
Exoteliospora osmundae är en svampart som först beskrevs av Peck, och fick sitt nu gällande namn av R. Bauer, Oberw. & Vánky 1999. Exoteliospora osmundae ingår i släktet Exoteliospora och familjen Melanotaeniaceae.   Inga underarter finns listade i Catalogue of Life.